# Deodar
Deodar – w hinduizmie święte drzewo poświęcone bogu Śiwie, rosnące w Himalajach. Zazwyczaj utożsamiane z cedrem himalajskim (Cedrus deodara lub Pinus deodara) lecz niekiedy nazwą deodar określa się też inne drzewa np. Cupressus torulosa, Sethia indica lub Juniperus excelsa.").